# Alton (Missouri)
Alton je město v okrese Oregon County ve státě Missouri ve Spojených státech amerických. V roce 2020 zde žilo 707 obyvatel a s celkovou rozlohou 4,1 km² byla hustota zalidnění 172,3 obyvatel na km².

## Demografie

### Sčítání 2020
Podle sčítání v roce 2020 zde žilo 707 obyvatel.

#### Rasové složení
- 94 % bílí Američané
- 0,9 % Afroameričané
- 0,7 % Indiáni
- 0,4 % jiná rasa
- 4 % dvě nebo více ras

Obyvatelé hispánského nebo latinskoamerického původu, bez ohledu na rasu, tvořili 1,3 % populace.

### Sčítání 2010
Podle sčítání lidu Spojených států amerických v roce 2010 zde žilo 871 obyvatel.

#### Rasové složení
- 95,64 % bílí Američané
- 0,46 % Afroameričané
- 0,69 % Indiáni
- 3,21 % dvě nebo více ras

Obyvatelé hispánského nebo latinskoamerického původu, bez ohledu na rasu, tvořili 1,38 % populace.